# Kui (alorski jezik)
Kui jezik (lerabain; ISO 639-3: kvd), jezik alorske podskupine transnovogvinejske porodice, koji se govori na otoku Alor u Indoneziji. Etnička grupa Kui broji oko 5 000 ljudi (Wurm and Hattori 1981), od čega 4 240 (2000) govori jezikom masin-lak, kako ga oni sami nazivaju.
Postoje tri dijalekta: kui (lerabaing, buraga), kiramang (kramang) i batulolong. Ne smije se brkati s istoimenim dravidskim jezikom kui [kxu] iz Indije. 

## Vanjske poveznice
- Ethnologue (14th)
- Ethnologue (15th)